# Escharella quadrata
Escharella quadrata är en mossdjursart som beskrevs av lopez de la Cuadra och Garcia-Gomez 200. Escharella quadrata ingår i släktet Escharella och familjen Romancheinidae. Inga underarter finns listade i Catalogue of Life.